# Hotel Boschhuis
Hotel Boschhuis is een hotel-restaurant aan de Boslaan 6 tegenover het Klooster Ter Apel in de bossen ten noordoosten van Ter Apel in de gemeente Westerwolde in de Nederlandse provincie Groningen. Het blokvormige pand is opgetrokken in een late eclectische stijl en wordt gekenmerkt door een opgaande middenrisaliet. Aan zuidzijde staat het vroegere koetshuis.

## Geschiedenis

### Van brouw- en bakhuis tot Commandeurswoning
Op de plek waar nu het hotel staat, stond in de middeleeuwen het brouw- en bakhuis van het klooster. In 1561 werden het klooster en de landerijen eromheen eigendom van Jan van Ligne, die het klooster omvormde tot een passantenhuis. Zijn schoondochter Anna van Croy verkocht na het overlijden van haar man, Karel van Arenberg, de heerlijkheid Westerwolde in 1617 aan de Amsterdamse koopman Willem ten Hove, die het vervolgens in 1619 weer verkocht aan de stad Groningen. Deze verbouwde het brouw- en bakhuis kort daarop tot de Commandeurswoning. De commandeur (rentmeester) woonde er met 4 soldaten "die de overgaende pas van het moer naar Lintloh ende Wesuwe in Stiftmunster alsook naer Roswinkel over Drenthe hadden te bewaken om de stroopende partien unde Bedelars 't loopen te beletten". In 1644 wordt reeds gesproken van een "plaisant ende heerlijck cloosterbosch" gesproken. In de loop der tijd liet de stad hieromheen grote bossen aanplanten voor de houtproductie. De commandeur was dan ook vooral rentmeester van de bossen. Later kwam er een deskundige op het gebied van bos- en landbouw in het Commandeurshuis te wonen. In het gebouw moest altijd een kamer (de commandeurskamer) worden vrijhouden voor de wethouder van Stadsbezittingen die er gratis moest kunnen verblijven. De bossen werden in de loop der tijd onderdeel van het stedelijk landbouwbedrijf Ter Apel.

### Hotel Boschhuis
Vanaf 1843 werd de hotelfunctie steeds prominenter. In 1890 kreeg het pand een horecabestemming. In 1896 werd de zuidelijke vleugel gebouwd en kreeg het pand haar huidige uitstraling. Waarschijnlijk kreeg het pand dat jaar ook de naam Boschhuis en mocht vanaf dat moment officieel logies (overnachtingen) verlenen. Een windvaan op het dak herinnert aan de bouw. In 1903 kreeg de Boslaan haar huidige beplanting, waarbij Hotel Boschhuis prominent aan het hoofdeinde stond. In 1910 wist de stad Groningen te bedingen dat in ruil voor het aanleggen van een spoor over haar gronden er een tramhalte bij het Boschhuis moest komen aan een zijspoor van de Tramlijn Erm - Ter Apel. Het tracé van de tramlijn, die in 1931 werd opgeheven voor passagiersvervoer, maar al in 1920 was weggehaald van de Boslaan, is nog deels zichtbaar langs de Boslaan. Tijdens de jaarlijkse Groningse meikermis was het een traditie dat de burgemeester en wethouders van Groningen gingen eten in het Boschhuis.
Tussen 1945 en 1964 stak de stad Groningen ongeveer 200.000 gulden in het onderhoud van het pand, waaronder een verbouwing in 1957. In het laatstgenoemde jaar kocht de stad zelfs voor de som van 62.500 gulden het nabijgelegen hotel-café De Poort op omdat de uitbater aangaf te willen stoppen. De stad wilde hiermee voorkomen dat er een nieuwe eigenaar in zou komen die de sfeer rond het klooster en het Boschhuis negatief zou kunnen beïnvloedden. De onderhoudskosten van klooster, de toen onrendabele bossen en het Boschhuis werden de stad echter wat te gortig en in de jaren 1970 zon de wethouder van Stadsbezittingen om een manier om de bezittingen over te dragen. Een poging om de gemeente Vlagtwedde hiervoor te interesseren liep stuk omdat deze er te weinig geld voor had. Een jaar later werd op initiatief van de gemeente Vlagtwedde de BV Commandeurshuis opgericht door 4 Ter Apelaren, die voortaan de exploitatie van het pand zou regelen. De stad wilde namelijk geen particulier voor de exploitatie, omdat ze daar te weinig heil in zag. Een jaar later zag de stad Groningen zich genoodzaakt om het klooster en het hotel voor een symbolisch bedrag over te dragen aan het Ministerie van CRM: Het ministerie weigerde er namelijk meer geld voor te betalen. Met de verkoop verloor de stad ook het recht op de commandeurskamer.
Aan het onderhoud van het pand werd in de tien jaar erna niet veel meer gedaan. Halverwege de jaren 1980 was de situatie van het pand zo slecht dat het op instorten stond. Staatsbosbeheer overwoog om het gebouw af te breken en er bomen te planten. De laatste uitbater liet het pand met veel schulden achter. Om een nieuwe exploitant een kans te geven liet de BV Commandeurshuis zichzelf failliet gaan om de schulden weg te werken. Daarop trad het echtpaar Porrenga aan, die het pand opknapte in oude stijl en het aldus een nieuwe toekomst gaf. Hun zoon volgde hen in 2003 op als uitbater.
In mei 2011 vatte het pand vlam na kortsluiting. Daarbij gingen de keuken, het woongedeelte van de uitbaters en twee van de acht hotelkamers in vlammen op. Binnen een half jaar werd het pand echter weer volledig opgeknapt en heropend. Het herstel kon mede spoedig plaatsvinden doordat het pand geen monumentale status heeft.

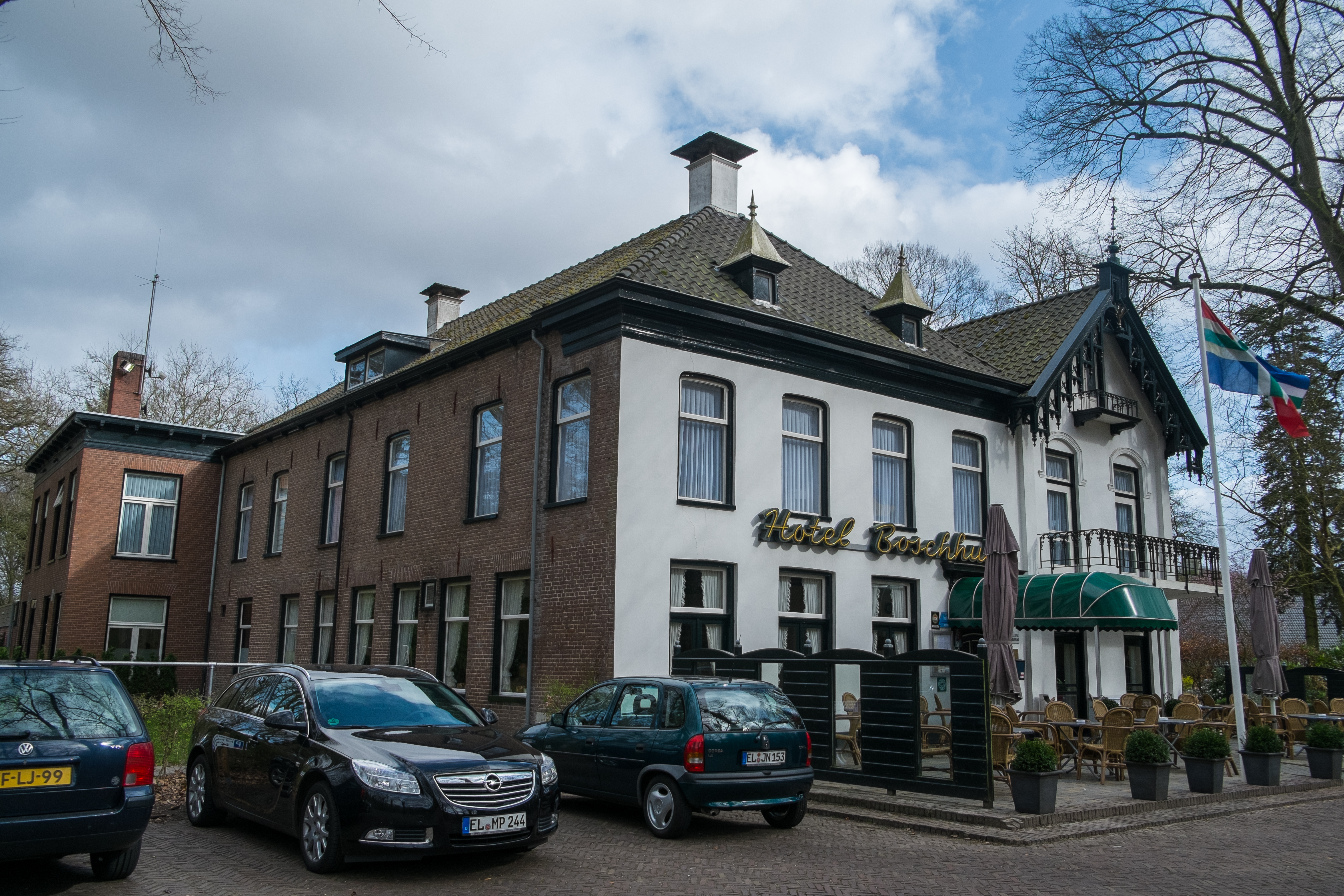
Aanzicht links
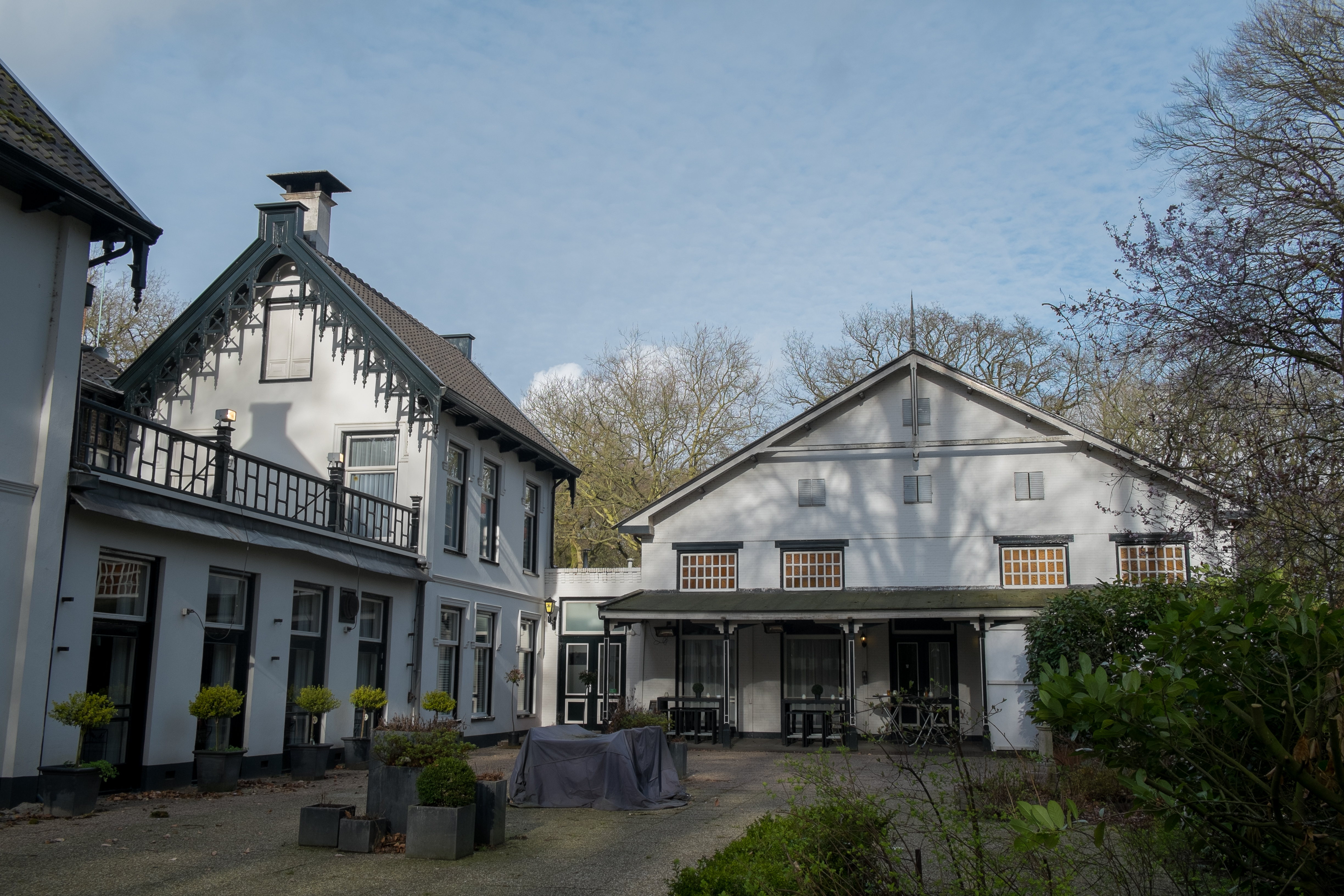
Voormalige koetshuis
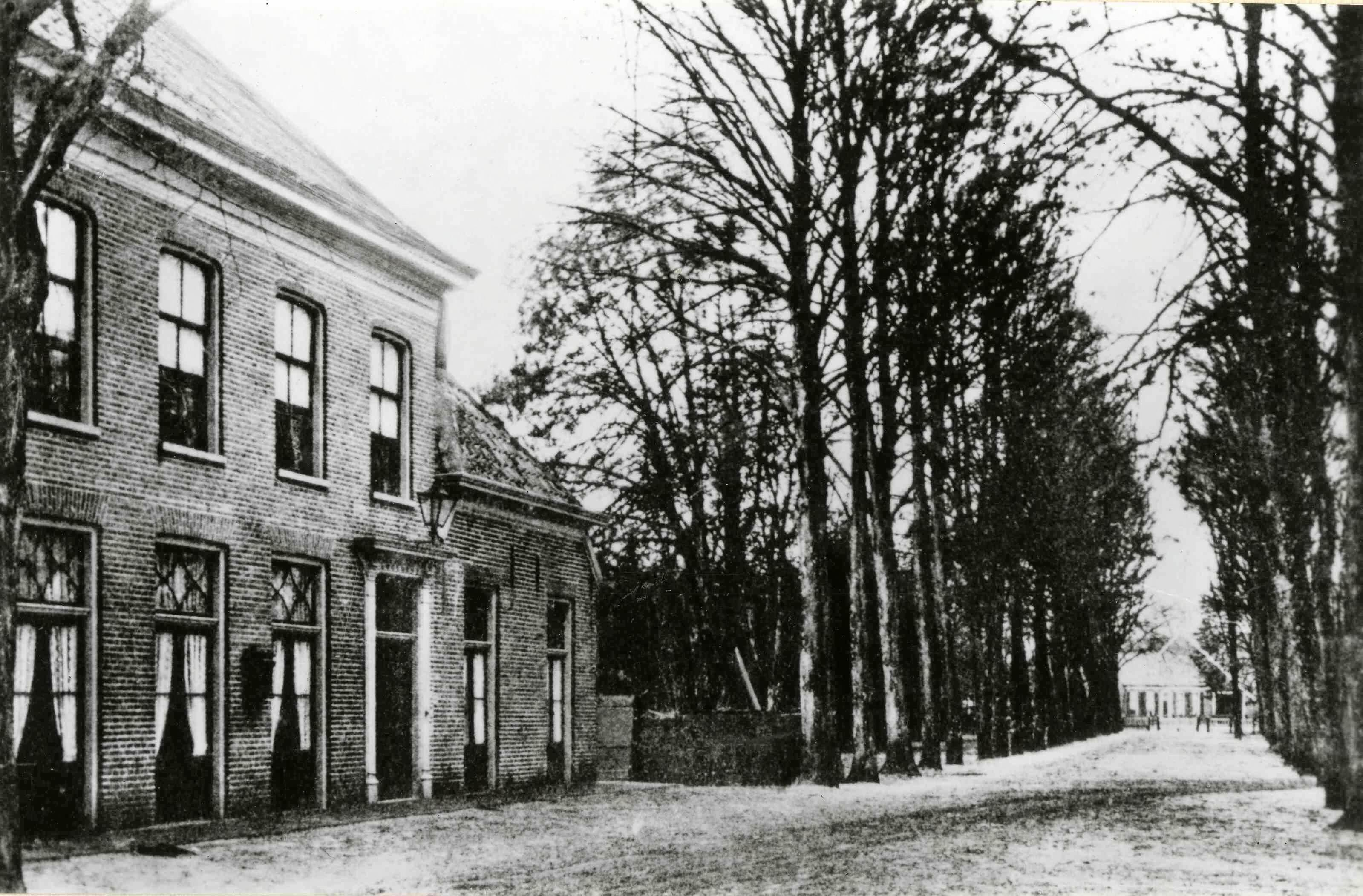
Voormalige Commandeurswoning rond 1885
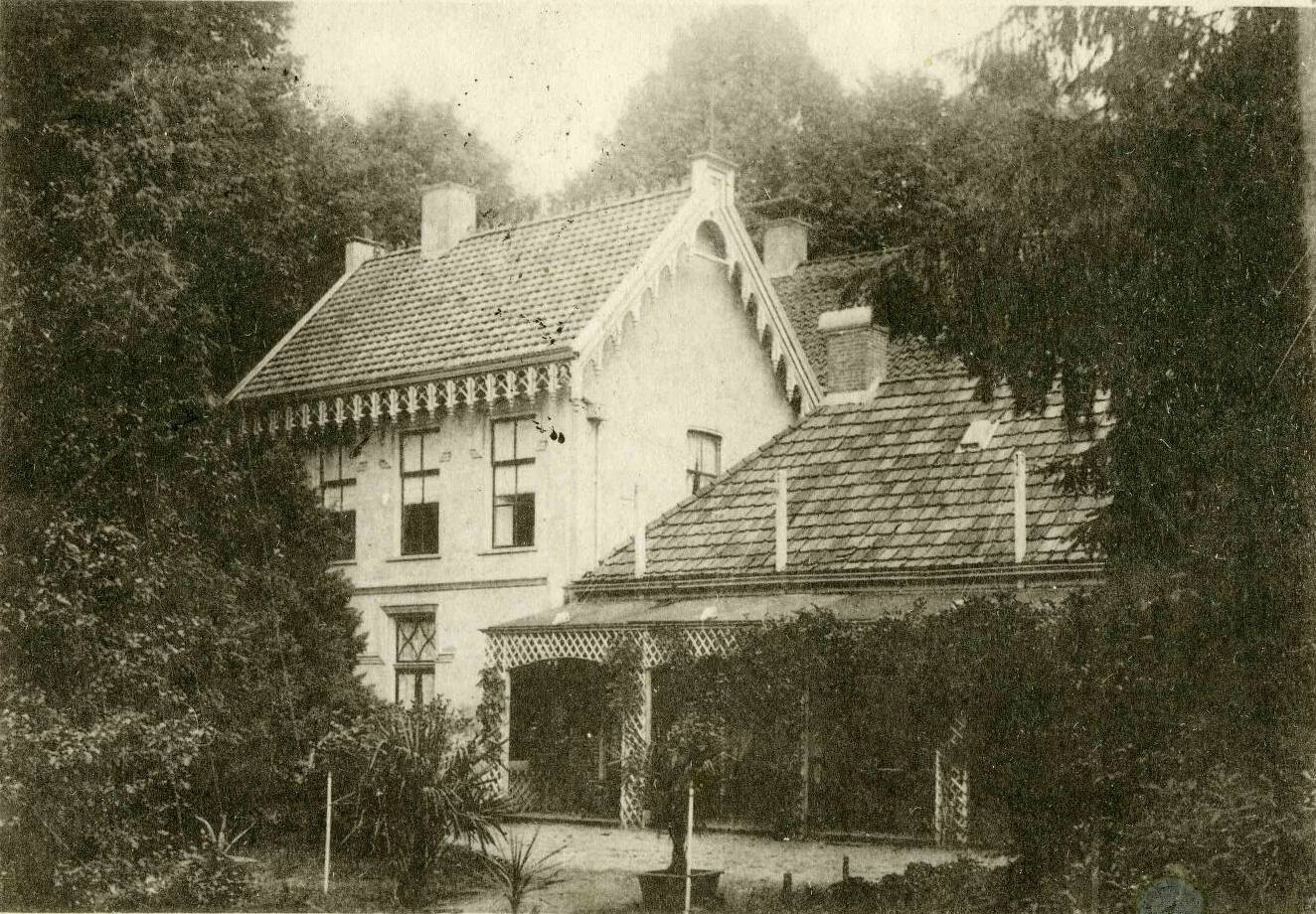
Aanzicht veranda aan zuidzijde begin 20e eeuw. Kort daarna afgebroken.
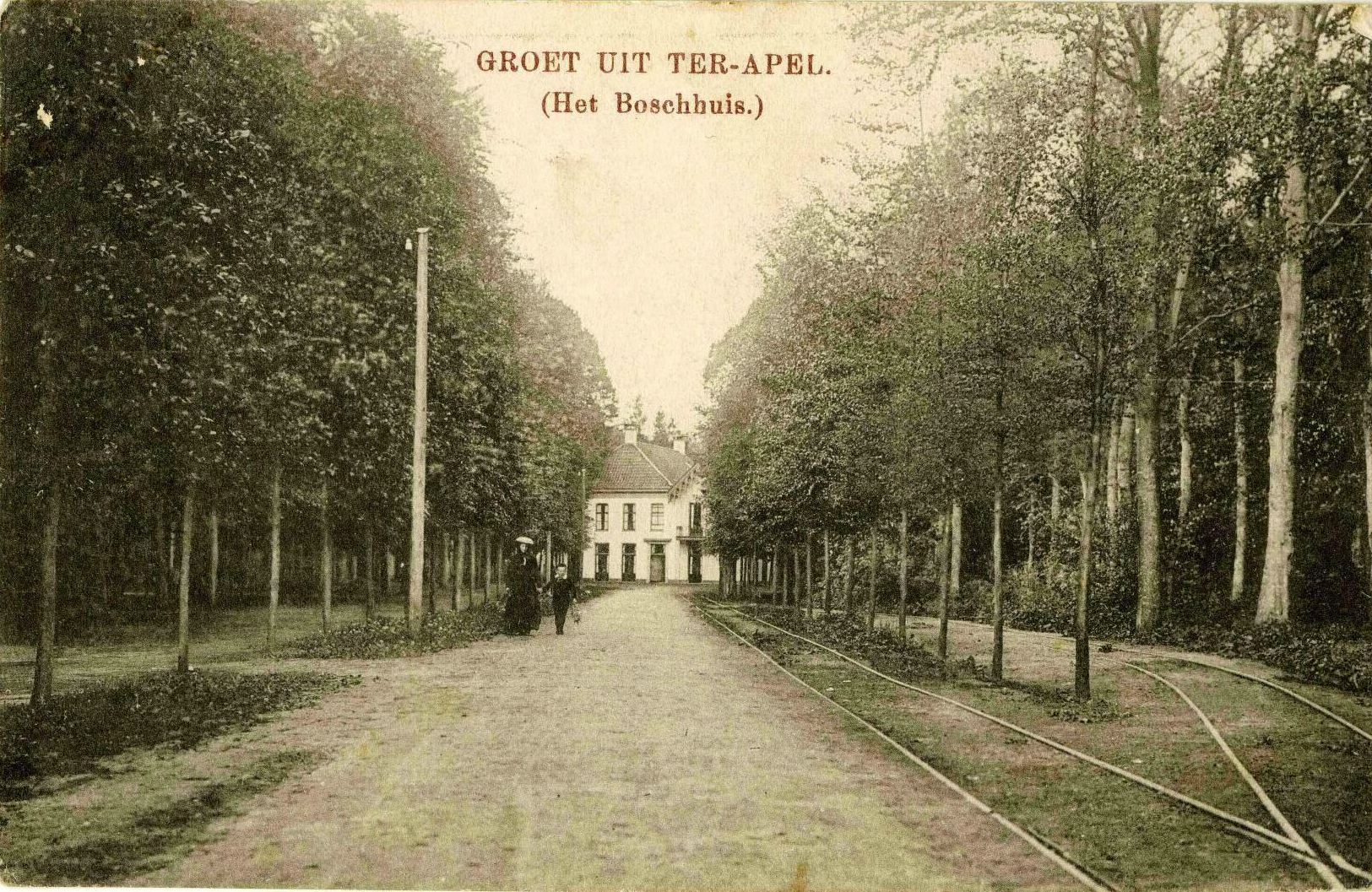
Tramsporen langs de Boslaan in de jaren 1910 met het Boschhuis op de achtergrond